# Кухня ЦАР

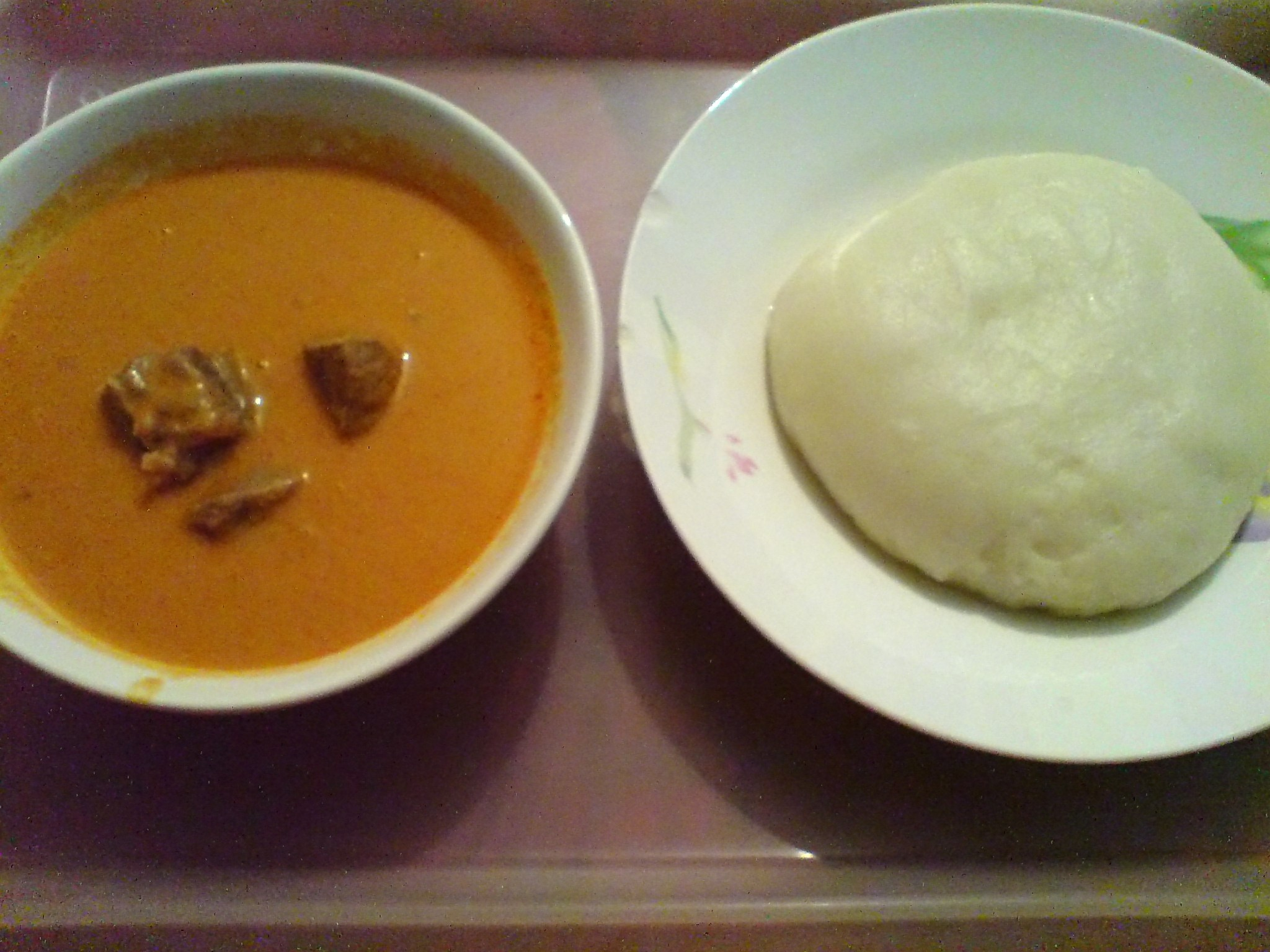
Арахисовый суп (на фото слева). Фуфу (на фото справа) — основной продукт питания Западной и Центральной Африки. Это густая паста, приготовленная путем кипячения крахмалистых корнеплодов в воде и растирания смеси ступкой и пестиком

Расположение Центральноафриканской Республики

Кухня Центральноафриканской Республики (фр. Cuisine centrafricaine) — совокупность кулинарных традиций народов, населяющих ЦАР. Традиционным сельским хозяйством культивируется просо, сорго, бананы, ямс, окра, жёлтый лук, чеснок, шпинат, рис и пальмовое масло. Выращиваются также завезённые культуры, преимущественно американского происхождения — кукуруза, маниок, арахис, перец чили, сладкий картофель и помидоры.
Для Центральноафриканской Республики характерен дефицит мяса, однако, рыба довольно часто используется в качестве ингредиента для различных блюд; иными источниками белка служат арахис и насекомые, такие как цикады, кузнечики, сверчки и термиты, которых также употребляют в пищу. Привычным мясом, использующимся в центральноафриканской кухне является курятина и козлятина. Среди населения страны, особенно в сельской местности и в засушливое время года, популярна охота; добытая дичь идёт в пищу. Основные продукты питания, такие как пшено, рис, кунжут и сорго содержат крахмал. Также употребляются разнообразные овощи и соусы.
В придорожных лавках продаются такие продукты, как выпечка и макара (разновидность жареного хлеба), бутерброды, мясо на гриле и закуски. На рынках Банги можно приобрести гусениц, которых местные жители также употребляют в пищу. Используются дикие клубни, листья и грибы. Широкое распространение получило пальмовое масло.
В столице республики Банги распространена западная кухня и кроме того имеются гостиничные рестораны. Официальный возраст употребления алкоголя — 18 лет. Мусульманам запрещено употреблять алкоголь.

## Основные продукты и блюда
- Бушмит[англ.][6][7]
- Маниока и зелень маниоки[6]
- Цыплёнок и тмин рагу[5]
- Чичинга — шашлык из козлятины на гриле[2]
- Соус Эгуси[англ.], распространенный во многих районах Центральной Африки[7]
- Рыба, такая, как нильский окунь[1] (Nile perch), which is fished at the river in Bangui[7]
- Фрукты (апельсины, бананы, плантаны, ананасы)[7]
- Футу — растертые бананы. Фуфу и футу едят как хлеб и часто подают с рагу, супами и соусами. Пюре из батата также иногда используют для приготовления футу[1] Both fufu and foutou are eaten like bread and often served with stews, soups and sauces[2][3] Mashed yams are also sometimes used to prepare foutou.[7]
- Фуфу, растертая маниока[1]
- Фулани Булли — каша с рисом, арахисовым маслом, пшенной мукой и лимоном[2]
- Гозо — паста, приготовленная из муки маниоки[7]
- Канда ти нима — пряные фрикадельки из говядины[2]
- Муама де галинья — курица с окрой и пальмовым маслом[3][5]
- Муамба — рагу из рубленых пальмовых орехов . Часто добавляют помидоры, арахис и курицу[2]
- Суп из пальмового масла приготовленный на основе пальмового масла[3]
- Шпинат часто приготовленный с арахисом[7]
- Рагу из шпината[2][5]
- Креветка с отварным бататом / варёным ямсом[5]
- Ямс, который является коренным жителем Центральноафриканской Республики[1]. В середине 1800-х годов европейцами были введены дополнительные новые сорта ямса[1]

## Напитки

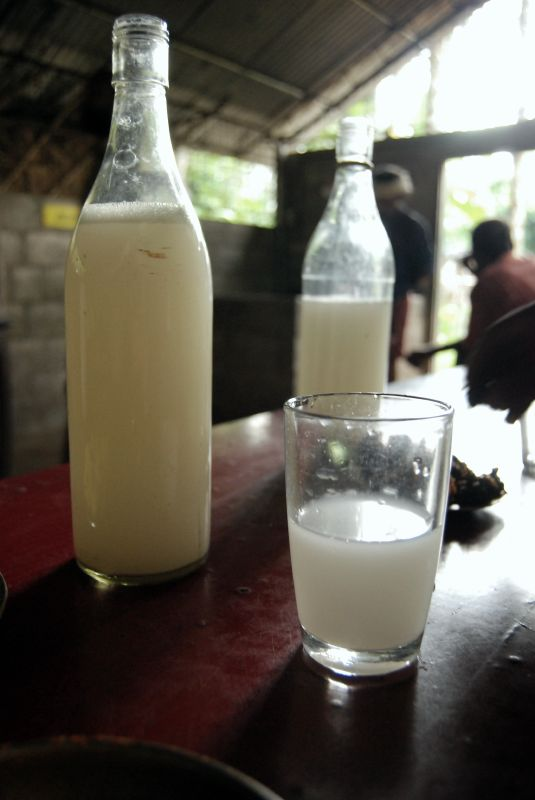
Пальмовое вино

### Безалкогольные напитки
- Кофе[2]
- Чай[2] (чай и кофе готовятся с сахаром и сгущённым молоком из банок)[4]
- Имбирное пиво[5]
- Карканджи — это цветочный напиток гибискуса с севера[2]

### Алкогольные напитки
- Пальмовое вино
- Банановое вино[англ.]
- Пиво
- Наиболее распространённые пивные бренды Mocaf и Export (пивной бренд)[4]
- Алкоголь из маниоки или сорго

## Кухня Банги
Банги является столицей Центральноафриканской Республики, и в основной рацион проживающих там людей входят маниок, рис, тыква, бананы и мясо на гриле. Бамия или гомбо — это популярный овощ. Арахис и арахисовое масло широко используются. Всеобщую популярность завоевали как дичь, так и рыбные блюда, такие как мабоке.
В Банги есть три типа ресторанов. Некоторые специализируются на блюдах зарубежной кухни, таких как «Relais des Chasses», «La Tentation» и «L’Escale», которые ориентированы на французскую кухню, в то время, как другие — «Ali Baba» и «Beyrouth», которые подают блюда ливанской кухни. Есть большое количество африканских ресторанов, таких как «Мадам Мбока», любимых местными жителями. Ряд баров и уличных продуктовых лавок дополняют кулинарную сцену Банги.